# كازويا سوناموري
كازويا سوناموري (باليابانية: 砂森 和也) (2 سبتمبر 1990 في تشيبا في اليابان – )؛ هو لاعب كرة قدم ياباني سابق كان يلعب كمدافع.

## وصلات خارجية
- كازويا سوناموري على موقع رابطة كرة القدم اليابانية للمحترفين (اليابانية)
- كازويا سوناموري على موقع قاعدة بيانات كرة القدم.إي يو (الإنجليزية)
- كازويا سوناموري على موقع Soccerway.com (الإنجليزية)
- كازويا سوناموري على موقع عالم كرة القدم.نت (الإنجليزية)